# Reinhard Lauck
Reinhard Lauck (ur. 16 września 1946 w Sielow, zm. 22 października 1997 w Berlinie) – niemiecki piłkarz grający na pozycji pomocnika.

## Kariera klubowa
Lauck urodził się w mieście Sielow. Karierę piłkarską rozpoczął w tamtejszym klubie SG Sielow. W 1960 roku odszedł do Vorwärts Cottbus, a następnie został zawodnikiem SC Cottbus i w jego barwach zadebiutował w 1965 roku w rozgrywkach drugiej ligi NRD. W SC Cottbus spędził sezon i następnie trafił do Vorwärts Neubrandenburg, innego drugoligowca. W 1967 roku ponownie zmienił barwy klubowe i wówczas stał się piłkarzem Energie Cottbus, w którym także grał jeden sezon. W 1968 roku wyjechał do Berlina, by grać w tamtejszej drużynie 1. FC Union Berlin. W 1969 roku spadł z Unionem do drugiej ligi, ale rok później wywalczył z nim mistrzostwo zaplecza ekstraklasy. W 1973 roku ponownie przeżył spadek do DDR-Liga B i wtedy też odszedł do innego berlińskiego klubu, Dynama Berlin. W 1979 roku wywalczył z Dynamem swój pierwszy tytuł mistrza Niemieckiej Republiki Demokratycznej, a zarówno w 1980, jak i 1981 roku powtórzył ten sukces. Po sezonie 1980/1981 zakończył piłkarską karierę. Zmarł w październiku 1997 roku w wyniku śpiączki po tym, jak został znaleziony pijany i potrącony przez samochód. Żył 51 lat.

## Kariera reprezentacyjna
W reprezentacji NRD Lauck zadebiutował 16 maja 1973 roku w wygranym 2:1 towarzyskim spotkaniu z Węgrami. W 1974 roku został powołany przez selekcjonera Georga Buschnera do kadry na Mistrzostwa Świata w RFN, jedyny mundial na którym uczestniczyła kadra NRD. Tam Reinhard wystąpił w trzech meczach swojej drużyny: z RFN (1:0), z Brazylią (0:1) i z Holandią (0:2). Natomiast w 1976 roku Lauck zdobył z NRD złoty medal na igrzyskach olimpijskich w Montrealu – Niemcy wygrali 3:1 w finale z Polską. Ostatni mecz w kadrze narodowej rozegrał w lipcu 1977 przeciwko Argentynie (0:2). Łącznie wystąpił w niej 30 meczach i zdobył 3 gole.